# Slättgårdsvägen

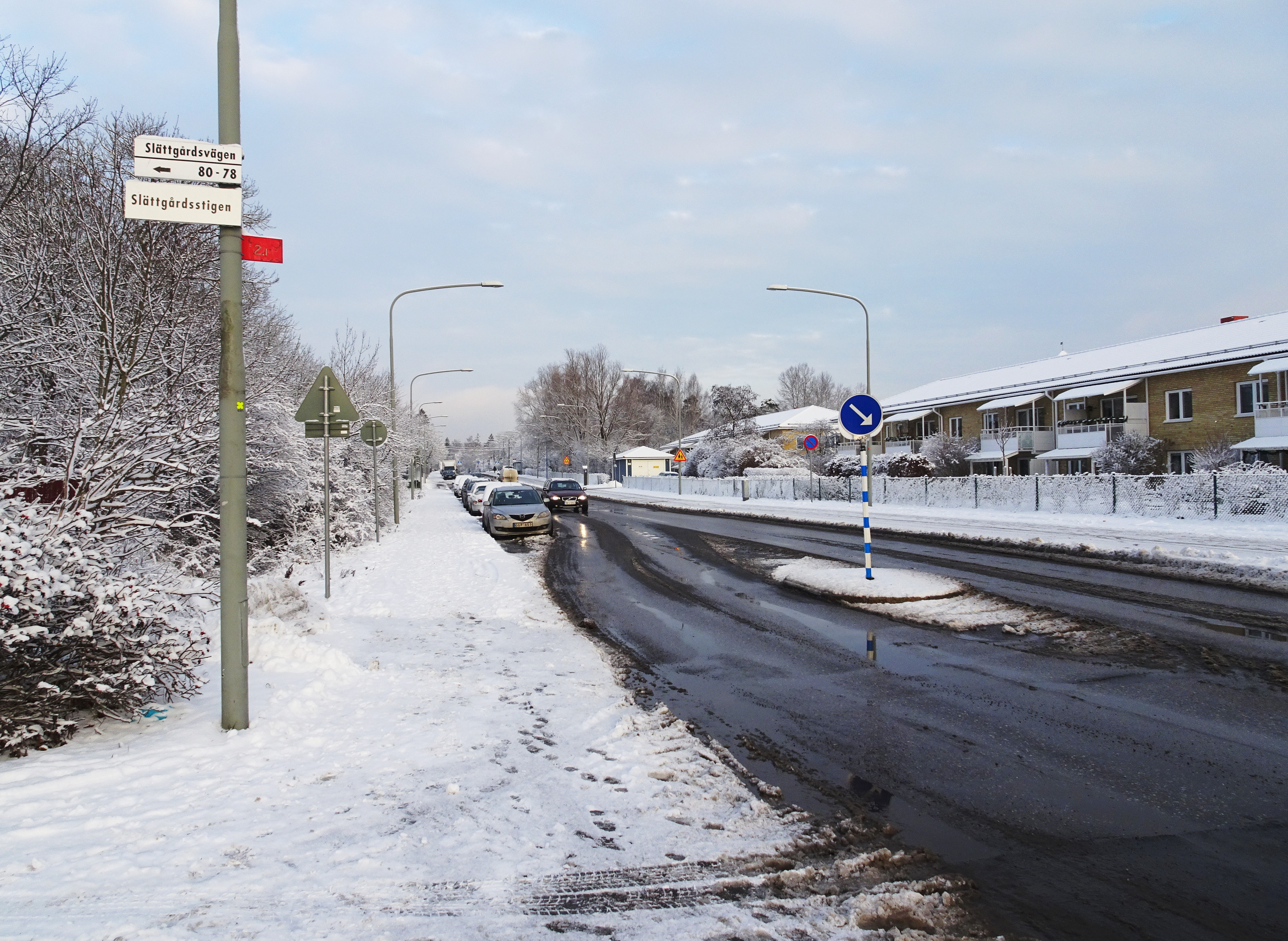
Slättgårdsvägen i höjd med Slättens gård, vy mot norr, december 2018.

Slättgårdsvägen är en gata i centrala Mälarhöjden i södra Stockholm. Gatan fick sitt namn 1938 och är uppkallad efter en gård från 1700-talets början.

## Beskrivning
Slättgårdsvägen har sitt namn efter Slättens gård som är ett före detta 1700-talstorp vilket fortfarande existerar vid Slättgårdsvägen 78–80. Till gårdens kvarvarande bebyggelse leder Slättgårdsstigen.
Slättgårdsvägen följer delvis en äldre färdväg som gick från Gamla Södertäljevägen norrut via Västertorp och Johannisdal till Hägerstens gård. Idag sträcker sig Slättgårdsvägen cirka 1,5 kilometer i nord-sydlig riktning från Hägerstensvägen vid Mälarhöjdens centrum och Mälarhöjdens tunnelbanestation till Bredängsvägen strax norr om trafikplats Bredäng (motorvägen E4/E20, Södertäljevägen). Före 1954 gick vägen ända fram till Södertäljevägen. 
Vid Slättgårdsvägen 23 ligger Mälarhöjdens skola med stadsdelens första folkskola från 1905. På nr 74 finns förskolan Juvelen byggd 1980 på Slättens gårds parkmark. På Juvelens plats planeras för närvarande (2018) Mälarängs skola, en ny kommunal grundskola (F-9) med plats för 900 elever.
[uppföljning saknas]

## Bildgalleri
| Till vänster bostadshus med butiker färdigställt 1937 vid Slättgårdsvägen 1-3 på vykort, till höger samma hus 82 år senare, i april 2019. Byggnaden är ritad av arkitektkontoret Ancker-Gate-Lindegren. |  | Till vänster bostadshus med butiker färdigställt 1937 vid Slättgårdsvägen 1-3 på vykort, till höger samma hus 82 år senare, i april 2019. Byggnaden är ritad av arkitektkontoret Ancker-Gate-Lindegren. |
| Till vänster bostadshus med butiker färdigställt 1937 vid Slättgårdsvägen 1-3 på vykort, till höger samma hus 82 år senare, i april 2019. Byggnaden är ritad av arkitektkontoret Ancker-Gate-Lindegren. |  | |